# ジョンソン郡 (ワイオミング州)
座標: 北緯44度04分 西経106度59分 / 北緯44.067度 西経106.983度

ジョンソン郡の人口ピラミッド

ジョンソン郡（Johnson County）は、アメリカ合衆国ワイオミング州北東部にある郡。2005年の推定人口は7,721人で、郡庁所在地はバッファロー（Buffalo）で、他には南西部のケイシー（Kaycee）が町として認められている。

ジョンソン郡はビッグホーン山脈の南東にあり、郡内には州間高速道路25号線や州間高速道路90号線が通っている。また、郡東部ではパウダーリバー川が北へ流れている。

## 歴史
1862年のホームステッド法で多くの農夫や牧夫が公有地を求めてワイオミング州に集まり、1875年にジョンソン郡が組織された。郡内のビッグホーン山脈にある人里離れた峠はホール・イン・ザ・ウォール（壁の穴）と呼ばれ、壁の穴ギャングとして知られる無法者達の緩やかな結社にとって格好の隠れ家を提供した。1892年4月には大規模な畜産組織と小規模農場主によるジョンソン郡戦争の舞台になった。映画『シェーン』『天国の門』はこの戦いを背景にしており、いずれもジョンソン郡を物語の舞台とする。

## 地理
アメリカ合衆国国勢調査局によると、この郡は総面積10,812 km2 （4,175 mi2）である。このうち10,791 km2 （4,166 mi2）が陸地で、22 km2 （8 mi2）が水地域である。総面積の0.20%が水地域となっている。

### 隣接する郡
- シェリダン郡（北）
- キャンベル郡（東）
- コンヴァース郡（南東）
- ナトロナ郡（南）
- ワシャキー郡（西）
- ビッグホーン郡（北西）

## 人口動静
2000年現在の国勢調査で、この郡は7,075人、2,959世帯、及び2,006家族が暮らしている。人口密度は1/km2 （2/mi2）で、0/km2 （1/mi2）の平均的な密度に3,503軒の住居が建っている。この郡の人種的構成は白人97.03%、アフリカン・アメリカン0.08%、先住民0.64%、アジア系0.11%、その他の人種0.55%、及び混血1.58%で、人口の2.09%がヒスパニックまたはラテン系である。人口のうち27.0%がドイツ系、15.2%がイングランド系、10.8%がアイルランド系、7.9%がアメリカ系移民の子孫である。
2,959世帯のうち、28.70%は18歳未満の子供と暮らしており、57.00%は夫婦で生活している。7.10%は未婚の女性が世帯主であり、32.20%は家族以外の住人と同居している。28.50%は独身の居住者が住んでおり、12.00%は65歳以上で独居である。1世帯あたりの平均人数は2.36人であり、家庭の場合は2.89人である。
郡内の住民は24.20%が18歳未満の未成年、18歳以上24歳以下が5.60%、25歳以上44歳以下が23.50%、45歳以上64歳以下が28.70%、及び65歳以上が18.00%にわたっている。中央値年齢は43歳である。女性100人ごとに対して男性は96.60人いて、18歳以上の女性100人ごとに対して男性は94.30人いる。
この郡の世帯ごとの平均的な収入は34,012米ドルであり、家族ごとでは42,299米ドルである。男性の29,271米ドルに対して女性は20,469米ドルの平均的な収入がある。この郡の一人当たりの収入（per capita income）は19,030米ドルである。人口の10.10%及び家族の7.20%は貧困線以下である。18歳未満の9.10%及び65歳以上の10.60%は貧困線以下の生活を送っている。

## コミュニティー
都市
- バッファロー（英語版）（Buffalo）

町
- ケイシー（英語版）（Kaycee）

その他
- リンチ（en:Linch, Wyoming）
- サドルストリング（en:Saddlestring, Wyoming）